# Macaranga calcicola
Macaranga calcicola är en törelväxtart som beskrevs av Airy Shaw. Macaranga calcicola ingår i släktet Macaranga och familjen törelväxter. Inga underarter finns listade i Catalogue of Life.